# Neftçi Baku
Neftçi Baku (azer. Neftçi Peşəkar Futbol Klubu) je azerbajdžanski nogometni klub koji dolazi iz metropole Bakua. Riječ je o najpoznatijem, najpopularnijem te najuspješnijem azerbajdžanskom klubu koji je do sada osvojio šest nacionalnih prvenstava te četiri kupa.
Zasada su jedini azerbajdžanski nogometni prvaci Neftçi, FK Qarabağ i Turan Tovuz.

## Povijest kluba

### Sovjetsko razdoblje
Neftçi je osnovan 1937. godine. U razdoblju od 1937. do 1967. klub je bio poznat pod nazivom Neftyanik a od 1968. zove se Neftçi. Klub je tokom Sovjetskog Saveza nastupao u sovjetskoj ligi u kojoj je najveći rezultat ostvario 1966. – treće mjesto. U tom razdoblju za klub su igrali neki od najboljih nogometaša u azerbajdžanskoj nogometnoj povijesti – Alekper Mamedov, Anatolij Baniševskij, Kazbek Tuaev, Aleksandar Trophimov i Sergej Kramarenko. Tako su navijači kluba i sportski novinari u spomen na klupski uspjeh povodom 40-e obljetnice trećeg mjesta u SSSR-u, 2006. održali prigodnu proslavu.
Od ostalih većih klupskih rezultata u doba Sovjetskog Saveza, klub je četiri puta bio polufinalist nacionalnog kupa – 1967., 1968., 1970. i 1971.
Najbolji strijelac kluba u sovjetskom razdoblju bila je azerbajdžanska nogometna zvijezda, Alekper Mamedov. On je za crno-bijele igrao tokom 1950-ih i 1960-ih te je za Neftçi postigao 51 pogodak.
Sveukupno, Neftçi Baku je nastupio u 27 sezona sovjetskog prvenstva, te je u njima postigao 253 pobjede, 270 remija i 361 poraz.

### Razdoblje nakon nezavisnosti
Nakon raspada SSSR-a i azerbajdžanske neovisnosti, klub je 8 puta bio nacionalni prvak – 1992., 1995./96., 1996./97., 2003., 2003./04., 2004./05., 2010./11. i 2011./12. Također, tu su i 6 azerbajdžanska kupa – 1994./95., 1995./96., 1998./99., 2003./04., 2012./13. i 2013./14., CIS kup osvojen je 2006. godine.
Klub nije imao značajnijih rezultata u europskim natjecanjima te je ispadao u početnim fazama kvalifikacija za Ligu prvaka i Kup UEFA. Veći rezultat je ostvaren u sezoni 2008./09. kada je klub uspio doći do trećeg pretkola Intertoto kupa.

### Razdoblje od 2009. do danas
U prosincu 2009. kontrola kluba je dana Sadigu Sadigovu. Nakon njegovog preuzimanja vodstva kluba ubrzo je započelo dovođenje poznatih stranih igrača kao što je Émile Mpenza.
U svibnju 2010. klub pod vodstvom trenera Arifa Asadova osvoja svoj šesti naslov prvaka Azerbajdžana. Sam Asadov je time postao prvi čovjek koji je s klubom uspio osvojiti nacionalno prvenstvo kao igrač i trener Neftçija.

## Boje i grb kluba
Tradicionalne boje Neftcija iz Bakua su crna i bijela.
Klub je od svojeg osnutka čak četiri puta mijenjao izgled vlastitog grba. 1949. prihvaćen je prvi službeni grb na kojem se nalazila naftna platforma sa slovom n iz ruske ćirilice. Taj grb koristio se sljedećih 27 godina. Sljedeća promjena izgleda grba provedena je 1977. te je na njemu prikazana nogometna lopta i zrake sunca u pozadini. Taj grb zadržan je sljedećih dvadeset godina.
1997. grb je promijenjen po treći puta kao pokušaj modernizacije i kapitalizacije novih novih marketinških mogućnosti. S grba je uklonjena naftna platforma te je zamijenjena grbom grada Bakua.
Dolaskom novog vlasnika u klub, Neftçi je uvažavajući zahtjeve navijača za povratkom starog grba početkom sezone 2004./05. uveo novi (četvrti po redu) grb na kojem je vraćen stariji dizajn naftne platforme. Također, za razliku od prijašnjih grbova, na ovome su vraćene tradicionalne crna i bijela boja.

## Druga momčad
Neftçi Baku ima drugu momčad koja se zove Neftçi-2. Neftçi-2 se od 2018. godine natječe u Azerbajdžanskoj prvoj ligi.

## Stadion
Neftçi Baku svoje utakmice igra na stadionu Bakcell Arena čiji kapacitet iznosi 11,000.

## Navijači
Neftçi Baku je najpopularniji nogometni klub u Azerbajdžanu koji broji 37.221 navijača u zemlji i inozemstvu (Turskoj, Rusiji, SAD-u, Njemačkoj, Nizozemskoj). Postoji više skupina navijača kluba, dok je glavna skupina poznata pod nazivom UltraNeftçi.

## Rivalitet s Xəzər Lənkəranom
Utakmice između Neftçi Bakua i Xəzər Lənkərana smatraju se jednim od najvećih nogometnih derbija u Azerbajdžanu. Odnosi između ta dva kluba oduvijek su bili poznati po velikom animozitetu. Jedan od razloga je i taj što svaki od tih klubova predstavlja jednu od regija u zemlji – Neftçi je klub sa sjevera a Khazar s juga Azerbajdžana. Derbiji između ta dva kluba poznati su kao Böyük Oyun.

## Dobavljači opreme i sponzori
| Razdoblje     | Dobavljač opreme | Sponzor (na dresu) |
| ------------- | ---------------- | ------------------ |
| 1937. – 1992. | Nitko            | Nitko              |
| 1992. – 1993. | Adidas           | ÇAPHAS             |
| 1993. – 1994. | Adidas           | Dış. Tic. A.Ş.     |
| 1994. – 1998. | Adidas           | RIAD               |
| 1998. – 2003. | Adidas           | None               |
| 2003.         | Umbro            | Azərneftyağ        |
| 2004.         | Umbro            | BNEZ               |
| 2004. – 2006. | Lotto            | SOCAR              |
| 2006. – 2011. | Adidas           | SOCAR              |

## Klupski trofeji
| Azerbajdžan              | Azerbajdžan |
| Trofej                   | Sezona      |
| ------------------------ | ----------- |
| Azerbajdžansko prvenstvo | 1992.       |
| Azerbajdžansko prvenstvo | 1995./96.   |
| Azerbajdžansko prvenstvo | 1996./97.   |
| Azerbajdžansko prvenstvo | 2003./04.   |
| Azerbajdžansko prvenstvo | 2004./05.   |
| Azerbajdžansko prvenstvo | 2010./11.   |
| Azerbajdžansko prvenstvo | 2011./12.   |
| Azerbajdžansko prvenstvo | 2012./13.   |
| Azerbajdžanski kup       | 1994./95.   |
| Azerbajdžanski kup       | 1995./96.   |
| Azerbajdžanski kup       | 1998./99.   |
| Azerbajdžanski kup       | 2003./04.   |
| Azerbajdžanski kup       | 2012./13.   |
| Azerbajdžanski kup       | 2013./14.   |
| CIS kup                  | 2006.       |

## Treneri kluba kroz povijest
| - Gavriil Putilin (1949.) - Mihail Čurkin (1950.) - Veniamin Krilov (1960.) - Boris Arkadijev (1961. – 1962.) - Alekper Mamedov (1963. – 1965.) - Vasilij Sokolov (1965. – 1966.) - Ahmed Aleskerov (1965. – 1970.) - Alekper Mamedov (1971. – 1972.) - Genadij Bondarenko (1977. – 1978.) - Igor Netto (1979.) - Ahmed Aleskerov (1979. – 1983.) - Kazbek Tuaev (1984.) - Ruslan Abdulajev (1984.) - Vječeslav Solovijev (1985.) - Ruslan Abdulajev (1986.) - Aleksandar Sevidov (1987.) - Agaselim Mirjavadov (1987. – 1988.) |  | - Ahmed Aleskerov (1992.) - Sergej Kramarenko (1993.) - Ruslan Abdulajev (1994. – 1995.) - Kazbek Tuaev (1996. – 1997.) - Vagif Sadigov (1998.) - Ahmed Aleskerov (1998. – 1999.) - Ogtaj Abdulajev (1999. – 2001.) - Rašid Uzbekov (2001.) - Kazbek Tuaev (2001. – 2004.) - Agaselim Mirjavadov (2004. – 2006.) - Gurban Gurbanov (2006. – 2007.) - Vlastimil Petržela (2007.) - Anatolij Demianenko (2008.) - Hans-Jürgen Gede (2008. – 2009.) - Bojukaga Agaev (2009.) - Vagif Sadigov (2009. – 2010.) - Arif Asadov (2010. - danas) |

## Vanjske poveznice
- Službena web stranica kluba
- Informacije o klubu na PlayerHistory.com